# MAI Kvant
A Kvant (oroszul: Квант) szovjet műrepülőgép, amelyet a Moszkvai Repülési Intézet (MAI) diákjai terveztek az 1960-as évek második felében. A Szovjetunióban a repülési főiskolákon és műszaki egyetemeken az 1960–1970-es években készített számos kísérleti repülőgép közül az egyetlen, amely végigment a teljes tesztelési cikluson és két példányt is építettek belőle.

## Története
1965-ben alapították meg a MAI-ban a hallgatói tervezőcsoportot, amely kezdetben az SZKB–1, majd 1968-tól az SZKB-SZ jelzést használta. A tervezőcsoport első projektje a a Kvant műrepülőgép volt, melynek tervezési munkálatai 1965-ben kezdődtek. 1967-re elkészültek a vázlatos tervek és a repülőgép teljes nagyságú makettje. Ezt 1967 októberében ki is állították a VDNH-n is, ahol díjat is kapott a terv. 1968–1969-ben elkészítették a részletes tervdokumentációt. 1970-ben egy bizottság (amelyben a DOSZAAF képviselői is részt vettek) átvizsgálták a terveket, melyeket jóváhagytak. Ezután a MAI-n kialakítottak egy műhelyt is a prototípus elkészítéséhez.
1976-ban repült először. A fejlesztés során a fő probléma a súlycsökkentés igénye volt. Az egyszemélyes, alsószárnyas, teljesen fémépítésű repülőgépet egy 268 kW maximális teljesítményű M–14P csillagmotor hajtotta. A géppel 1979–1981 között öt hivatalos világrekordot állítottak fel.

## Műszaki adatok
Geometriai méretek és tömeg-adatok
- Szárnyfesztáv: 7,5 m
- Hossz: 5,7 m
- Szárnyfelület: 8,56m²
- Üres tömeg: 676 kg
- Felszálló tömeg: 920 kg

Motor
- Típusa: M–14P kilenchengeres, léghűtéses, benzinüzemű csillagmotor
- Száma: 1 db
- Maximális teljesítmény: 265 kW (360 LE)

Repülési jellemzők
- Maximális sebesség: 380 km/h
- Emelkedőképesség: 16 m/s